# Nätverksuniversitet
Nätverksuniversitet är en typ av universitet där fakulteterna, eller motsvarande, har en hög grad av autonomi. Ofta har de en helt egen administration, egna regler och egen ledning. 
I USA är de flesta universitet nätverksuniversitet. Storbritanniens motsvarighet till nätverksuniversitet kallas Collegiate university och några av landets främsta universitet, bland annat Cambridge och Oxford, är sådana. 

## Svenska nätverksuniversitet
Mittuniversitetet och Linnéuniversitetet är de två svenska nätverksuniversitet som finns idag, men Södertörns högskola, Kungliga Tekniska högskolan och Karolinska institutet har ansökt hos regeringen om att få bilda ett nätverksuniversitet tillsammans. Mittuniversitetet kallar sig även multicampusuniversitet. 